# Tobias Gottfried Hegelmaier
Tobias Gottfried Hegelmaier ou Hegelmayer (30 juillet 1730 à Vaihingen-sur-l'Enz - 13 avril 1786 à Tübingen) est un professeur et théologien allemand.

## Biographie
Tobias Gottfried Hegelmaier est admis à l'université de Tübingen en 1749, où il obtient son baccalauréat ès arts en 1752 et l'équivalent d'un mastère (Mag. art.) en théologie. En 1756, il travaille pour le compte du prince Johann Carl Ludwig Pfalzgraf dans la région du Rhin. En 1758, il est Repetent à Tübingen. En 1761, il enseigne au monastère du quartier Bebenhausen de Tübingen. En 1777, il est nommé professor extraordinarius de théologie à l'université de Tübingen, où il reçoit plus tard le titre de docteur en théologie. En 1780, il est nommé professor ordinarius de théologie. De 1784 à 1785, il est vice-recteur de l'université,.

## Œuvres
- (la) Chaldaismi biblici fundamenta
- (la) De dictione tropicae etiam scripturae sacrae libri III
- (la) De peccato originali atque speciatim de quaestione num eo negato...
- (de) Die Zeichen dieser Zeit nach ihren Aussichten für die Religion
- (la) Diss. de sanctis, mundum et angelos iudicaturis
- (la) Diss. hist.-theol. in quaestionem an et quo sensu Patres...
- (la) Diss. mor. de naturalismo morali, 1752
- (de) Geschichte des Bibelverbots
- (de) Ich bin ein Christ : Selbstgespräche
- (de) Parallele zwischen der alten und neuen Augsburger Confession.
- (la) Comm. hist. theol. in edictum imp. Antonini, P. Tubing, 1777[4]